# 陈学刚
陈学刚，中华人民共和国政治人物、全国脱贫攻坚先进个人。

## 生平
陈学刚任安徽省省直离休干部医疗补助经费审核办公室主任。因在脱贫攻坚战中作出突出贡献，2021年2月25日全国脱贫攻坚总结表彰大会上，陈学刚被授予“全国脱贫攻坚先进个人”。